# Jan Antoni Horain
Jan Antoni Horain herbu Szreniawa (ur. 1686, zm. 31 lipca 1777 na Litwie) – wojewoda brzeski litewski w 1768 roku, kasztelan brzeskolitewski w 1764 roku, podkomorzy wileński w latach 1748–1764, derewniczy wileński w latach 1747–1757, horodniczy wileński w latach 1746–1748, surogator grodzki wileński w latach 1744–1745, podwojewodzi wileński w latach 1730–1734 i 1745-1748, podczaszy wileński w latach 1730–1748, pisarz grodzki wileński w latach 1727–1730, starosta jałowski, starosta krasiewski w 1733 roku, marszałek Trybunału Skarbowego Wielkiego Księstwa Litewskiego, pułkownik petyhorski armii Wielkiego Księstwa Litewskiego, dyrektor wileńskiego sejmiku przedsejmowego w 1752 roku.

## Rodzina
Syn Floriana Kazimierza i Anny Eleonory Ordyniec herbu Trąby. Młodszy brat Aleksandra Kazimierza (1685–1774), biskupa żmudzkiego.
Trzykrotnie żonaty. Pierwsza żona urodziła dziecko które zmarło we wczesnej młodości. Druga żona, Joanna Eleonora Puttkamer, baronowa urodziła syna Michała Piotra (1729–1768), podkomorzego wileńskiego.
Trzecia żona, Monika Zielińska herbu Świnka, córka Józefa (1691–1727), urodziła dwóch synów: Tadeusza, sędziego kapturowego województwa wileńskiego i Jana Nepomucena, szambelana i członka Rządu Tymczasowego w Warszawie (1794).
Był dziadkiem Michała (1803–1835), generała hiszpańskiego i Tadeusza Ignacego (1804–1839), emigranta politycznego.

## Pełnione urzędy
W młodości działacz opozycji zwalczającej politykę Augusta II Mocnego. Był pisarzem grodzkim wileńskim od 1720 roku. Był posłem na sejm 1729 roku z województwa wileńskiego, który zerwał. Jako poseł na sejm konwokacyjny 1733 roku z województwa wileńskiego był członkiem konfederacji generalnej zawiązanej 27 kwietnia 1733 roku na tym sejmie. Jako deputat i poseł na sejm elekcyjny podpisał pacta conventa Stanisława Leszczyńskiego w 1733 roku. W 1731 został mianowany podczaszym, następnie został podkomorzym wileńskim (1748), chorąży wileński, dyrektor wileńskiego sejmiku gromnicznego w 1742 roku. Poseł powiatu wileńskiego na sejm 1748 roku. Poseł litewski na sejm nadzwyczajny 1750 roku z województwa inflanckiego. Poseł na sejm 1754 roku z województwa wileńskiego. Poseł litewski na sejm 1756 roku z województwa inflanckiego. Poseł na sejm nadzwyczajny 1761 roku z województwa wileńskiego. 29 kwietnia 1761 roku zerwał sejm nadzwyczajny. Pełnił obowiązki podwojewodziego wileńskiego. W latach 1764–1768 piastował urząd kasztelana brzeskokujawskiego. W latach 1768–1777 sprawował urząd wojewody brzeskolitewskego. Jako urzędnik był też starostą jałowskim i mogilnickim (1733).
W 1764 roku był konsyliarzem województwa wileńskiego w konfederacji Wielkiego Księstwa Litewskiego. Na sejmie konwokacyjnym 1764 roku wyznaczony do Komisji Skarbowej Wielkiego Księstwa Litewskiego. Poseł województwa wileńskiego na sejm konwokacyjny 1764 roku. Jako deputat Prowincji Wielkiego Księstwa Litewskiego do pacta conventa Stanisława Augusta Poniatowskiego, podpisał je.
Uczestniczył w konfederacji barskiej (1768–1772). Przystąpiwszy do kręgu szlachty i Generalicji, został następnie z niej usunięty z powodu sprzeciwienia się detronizacji króla Stanisława Augusta Poniatowskiego.
W pamięci potomnych człowiek wybitnie zdolny, wymowny i czynny w działaniu. Jako stronnik Stanisława Leszczyńskiego był gorliwym prześladowcą jego przeciwników na Litwie. Przyczynił się do zabójstwa Jana Tyzenhauza, podkomorzego wileńskiego.
Za zasługi został odznaczony Orderem Świętego Stanisława (1765).
Zmarł w wieku 91 lat.